# Pomsta bývá nejsladší natřikrát
Pomsta bývá nejsladší natřikrát (v anglickém originále Revenge Is a Dish Best Served Three Times) je 11. díl 18. řady (celkem 389.) amerického animovaného seriálu Simpsonovi. Scénář napsal Joel H. Cohen a díl režíroval Michael Polcino. V USA měl premiéru dne 28. ledna 2007 na stanici Fox Broadcasting Company a v Česku byl poprvé vysílán 26. října 2008 na stanici ČT2.

## Děj
Rodina je na projížďce autem s novým satelitním rádiem. Najednou jim do cesty vjede Bohatý Texasan. Homer mu začne z okénka auta hrozit pomstou s baseballovou pálkou v ruce. Marge se mu ale snaží domluvit, že pomsta není žádným řešením, a vypráví mu příběh jménem Hrabě Monte-Špeko (parodie na román Hrabě Monte Cristo)
Příběh se odehrává se Francii. Homer s Marge mají 2 děti – Barta a Lízu. Jsou bohatí a Vočko Homerovi závidí, tak jeho jménem vytvoří dokument, kvůli kterému je Homer odsouzen za vlastizradu. Ve vězení dělají Lenny a Carl ostrahu. Homer má spoluvězně – Burnse. Ten mu prozradí, že už 30 let kope tunel z vězení, a navíc mu dá mapu pokladu. Homer pomocí tunelu uteče a 5 let plánuje pomstu. Celé město je pozváno do jeho zámku, kde na Vočkovi vykoná svou pomstu. Pak ale zjistí, že Marge a děti měly Vočka rádi. Poučení zní, že pomsta plodí jen neštěstí. Homer v autě ale Marge vůbec neposlouchal.
Druhý příběh o pomstě vypráví Líza. Jmenuje se Pomsta šprtů (parodie na film Pomsta šprtů z roku 1984). Martin Prince sestrojí Vendetátor – rukavici schopnou pomsty. Milhouse si ji vezme a začne se jejich tyranům mstít. Později se ale začne mstít úplně všem ve škole i úplně novým žákům. Líze ale ublížit nedokáže a rukavici zahodí. Pak si ji vezme Nelson. Poučení z toho příběhu zní, že pokud se někdo mstí, stane se stejně zlým jako ten komu se mstí.
Homer konečně dožene Texasana, ale ještě začne svůj příběh vyprávět Bart. Jmenuje se Bartman začíná (parodie na film Batman začíná). Bartovy rodiče zabil zloduch Haďák. Homer z posledních sil chce po Bartovi pomstít svou smrt. Děda Simpson mu pomůže s výcvikem. Bart začne chytat zloduchy po celém městě, ale stále nemůže najít muže, který zavraždil jeho rodiče. Ten se pokusí vykrást muzeum a tam se mu pomstí. Napíchne ho na hadí zuby.
Mezitím si Homer a Texasan popovídali a zjistili, že mají hodně společného, a usmířili se. Závěrečné titulky začínají slovy: „Věnováno všem, kteří zahynuli ve Hvězdných válkách“. Následuje výčet jmen.

## Přijetí
Ve Spojených státech díl během premiéry sledovalo 8,09 milionu diváků.
Patrick D. Gaertner ze serveru Puzzled Pagan napsal: „Nejsem si úplně jistý, proč se v posledních několika řadách tolik lpělo na těchto triptychových epizodách, ale často byly dost nevýrazné. A premisy jsou čím dál tím víc napjatější. Chci říct, že alespoň téma Pomsty je vhodnější než Akvamanželka, kterou jsme dostali naposledy. Tenhle díl byl v pohodě, ale podle mě nebyl zas tak skvělý. Jsem velkým fanouškem Hraběte Monte Christa, ale tahle viněta je tak zkrácená a zhuštěná, že to kazí. Mám pocit, že celá epizoda věnovaná parodování tohoto příběhu by mohla fungovat, ale tohle bylo příliš uspěchané. Příběh s geekem mi také moc nesedl a myslím, že to byla příliš řídká premisa. Přišlo mi to takové natahované, jako by to vycpávali dalšími a dalšími gagy, co všechno Vendetátor dokáže, protože tam nebyl žádný příběh. Nicméně ta poslední část je celkem zábavná, i když, jak zmiňuje Bart, fungovala by lépe jako Speciální čarodějnický díl. Líbilo se mi vidět všechny ty šílené padouchy a podivnou estetiku čtyřicátých let, a navíc to vytvořilo zábavný malý příběh. Ale jedna pasáž nestačí na to, aby zachránila dvě líné.“.
Dan Iverson z IGN uvedl, že „ačkoli se v epizodě objevilo několik opravdu vtipných momentů, díl byl pro Simpsonovy stále pod průměrem. Hrabě Monte-Špeko ukázal skutečnost, že scenáristé stále umí dobře natočit hloupou parodii, ale další dva příběhy byly spíše průměrné a spoléhaly se na gagy a vtipné vizuály, aby byly části ucházející. Styl trilogie epizod je i nadále velmi zábavný, a přestože tato konkrétní epizoda nebyla nijak ohromující, budeme i tak očekávat, kdy nám seriál příště nabídne parodické příběhy s naší oblíbenou televizní rodinou.“